# Rennstall Hammer
Der Rennstall Hammer war in den Nachkriegsjahren ein Reutlinger Auto- und Motorradgeschäft sowie Messe- und Motorsportveranstalter. Im Jahr 1946 war der Rennstall noch in Tübingen aktiv.

## Kurt, Hugo und Rolf Hammer
Die Brüder Kurt, Hugo und Rolf Hammer organisierten 1949 und 1950 in Tübingen Autorennen, zu denen Zehntausende von Besuchern kamen. 1948 veranstalteten sie die 1. Tübinger Motorsportschau im Tübinger Schloss zu der 11.000 Besucher kamen, und 1949 sogar noch mehr. Dort gab es die neuesten Renn- und Sportwagen, Rennmotorräder, Zubehörteile und Oldtimer zu sehen sowie auch bekannte Rennfahrer, wie zum Beispiel den Motorradrennfahrer und Weltrekordler Ernst Henne.
Kurt Hammer war 1946 Mitbegründer der Süddeutschen Motor-Rennfahrer-Vereinigung und Mitorganisator des Ruhestein-Bergrennens. Die französische Militärverwaltung erteilte die Renngenehmigung im Rahmen der Reeducation, der Wiedererziehung der Deutschen zu guten Demokraten. Rolf Hammer, der Jüngste der drei Brüder, war bei diesem Rennen einer der Sieger in der Motorradklasse bis 125 cm³. Das schlecht gesicherte Rennen wurde allerdings von Unglücken mit drei Todesfällen überschattet.
Die Brüder betrieben die Puch-Generalvertretung Tübingen-Reutlingen und nahmen auf der Puch 125 an der ADAC Deutschlandfahrt 1950 in der Klasse bis 125 cm³ teil.

## Weiterführende Literatur
- Frank Eberle, Hubert Huber, Roger Orlik und Martin Walter: Ruhestein-Bergrennen 1946. Der Neubeginn des deutschen Motorsports. Verlag Seeger-Press, Albstadt. 230 Seiten.